# Chelandion
Chelandion (gr. χελάνδιον) – bizantyńska galera wojenna, odmiana dromonu budowana od VIII do XI w.
Nazwa jednostek tego typu wywodzi się od greckiego określenia wierzchowca. W Europie chelandiony nazywano chelandium lub scelandrium. Muzułmanie z Afryki Północnej i Bliskiego Wschodu przyjęli nazwę shalandī (l.mn. shalandiyyāt).
Podobnie jak dromon, w swej zasadniczej konstrukcji był biremą, czyli galerą o dwóch rzędach wioseł. Dodatkowy napęd zapewniały żagle łacińskie, rozmieszczone (zależnie od wielkości jednostki) na 1-3 masztach. Na rufie umieszczano dwa stery. Wyposażeniem chelandionów mogły być specjalne rury-dmuchawy służące jako miotacze ognia greckiego.
Początkowo jednostki te były budowane jako środek transportu do przewozu koni, stąd też były pogłębione i nieco szersze od standardowych dromonów. W X wieku chelandiony stanowiły trzon floty bizantyjskiej. Wśród nich wyróżniano:
- chelandion ousiakon (gr. χελάνδιον οὑσιακόν) – jednostki mniejsze, z załogą liczącą 108 ludzi;
- chelandion pamphylon (gr. χελάνδιον πάμφυλον) – okręty większe, z załogą liczącą 120–160 ludzi.